# Pascal Moraguès
Pascal Moraguès (* 1963) ist ein französischer Klarinettist und Musikpädagoge.
Moraguès studierte ab 1976 am Conservatoire de Paris und erhielt dort Erste Preise in den Fächern Klarinette und Kammermusik. 1981 holte ihn Daniel Barenboim als Ersten Soloklarinettisten an das Orchestre de Paris. Er trat als Solist unter Dirigenten wie Serge Baudo, Semyon Bychkov, Carlo Maria Giulini, Pierre Boulez und Emmanuel Krivine und als Kammermusiker mit verschiedenen Streichquartetten und Musikern wie Swjatoslaw Richter, Elisabeth Leonskaja, Christian Zacharias, Christian Ivaldi, Georges Pludemacher, Jean-Claude Pennetier, Viktoria Mullova, Shlomo Mintz und Gary Hoffman auf. Seit 1995 unterrichtet Moragues am Conservatoire de Paris. Außerdem gab er Meisterklassen u. a. in Japan, den USA, Australien und ganz Europa.
1980 gründete Moraguès mit Preisträgern des Conservatoire de Paris das Quintette Moraguès, das in Frankreich, Japan, Deutschland, den USA, der Schweiz, den Niederlanden und mehreren Staaten Osteuropas mit großem Erfolg auftrat und seit seiner Gründung mehr als 350 Konzerte gab. Zu seinen musikalischen Partnern zählten Christian Zacharias, Jean-Claude Pennetier, Michel Dalberto, Alain Planès und Pascal Rogé. 1992 unternahm das Quintett eine Konzertreise mit Swjatoslaw Richter durch Frankreich. Das Ensemble spielte Werke von Komponisten des 20. Jahrhunderts ein und erhielt für ein Mozart-Album den Grand Prix de la Nouvelle Académie du Disque.